# Sinagoga din Riga

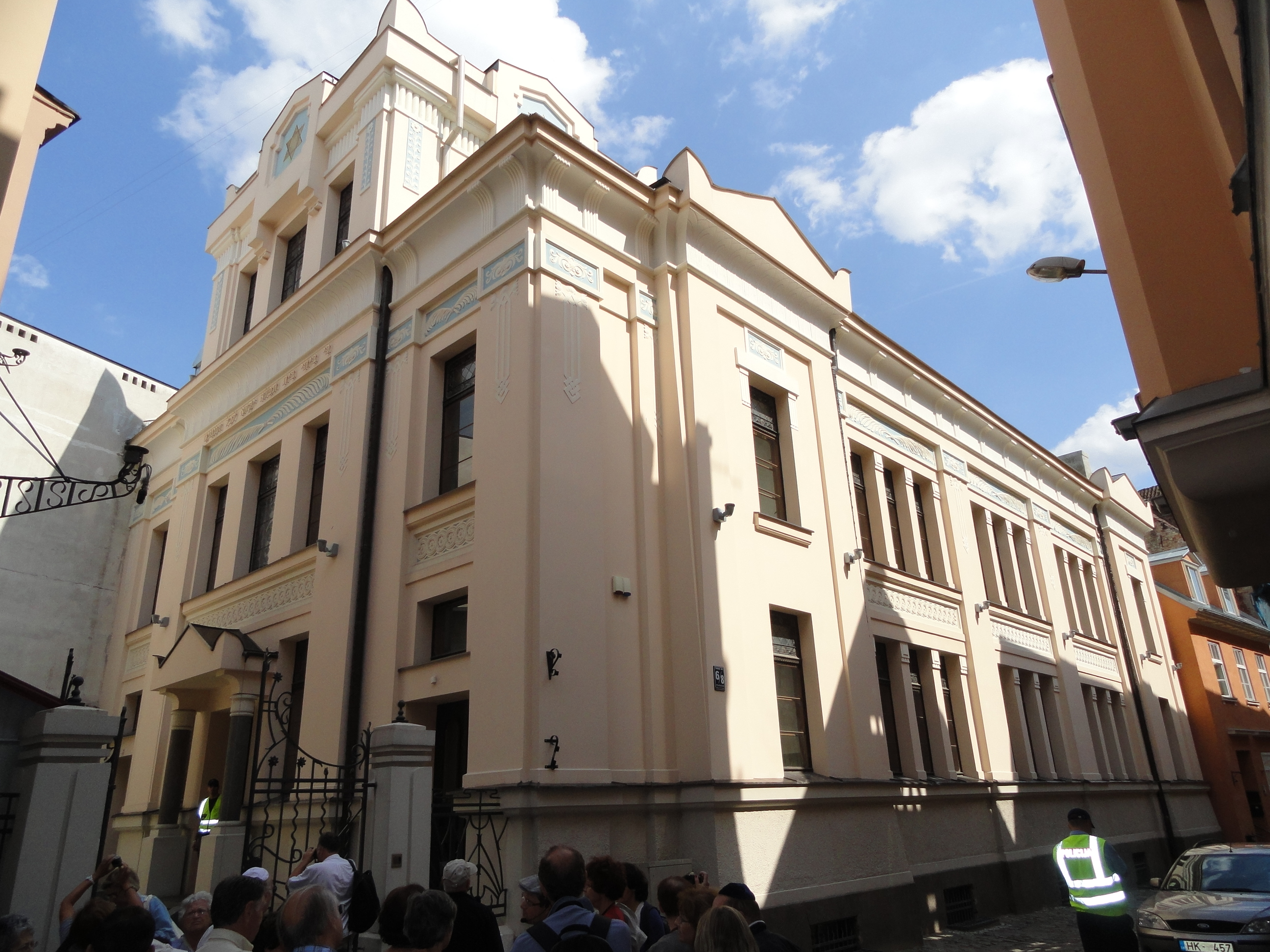
Sinagoga din Riga.

Sinagoga din Riga sau Peitav Shul (let. Rīgas sinagoga sau Peitavas iela) este un lăcaș de cult evreiesc din Riga, Letonia. Ea a fost construită între anii 1904-1905. Ea a fost fondată în 1905.